# 398 (číslo)
Tři sta devadesát osm je přirozené číslo. Následuje po číslu tři sta devadesát sedm a předchází číslu tři sta devadesát devět. Římskými číslicemi se zapisuje CCCXCVIII a řeckými číslicemi τϟη.

## Matematika
398 je:
- Deficientní číslo
- Složené číslo
- Nešťastné číslo

## Astronomie
- (398) Admete je planetka hlavního pásu, kterou objevil v roce 1894 Auguste Charlois

## Roky
- 398
- 398 př. n. l.